# Социалистическа република Словения
Социалистическа република Словения (словенски: Socialistična republika Slovenija), съкратено СР Словения, е социалистическа държава, която е съставна държава на Социалистическа федеративна република Югославия от 1963 до 1990, когато Словения изоставя комунистическия строй и се превръща в демократична съставна република, все още в състава на Югославия. До 1963 официалното име на страната е Народна република Словения (Ljudska republika Slovenija). Неин наследник днес е Словения.